# نظرية السيال الحراري

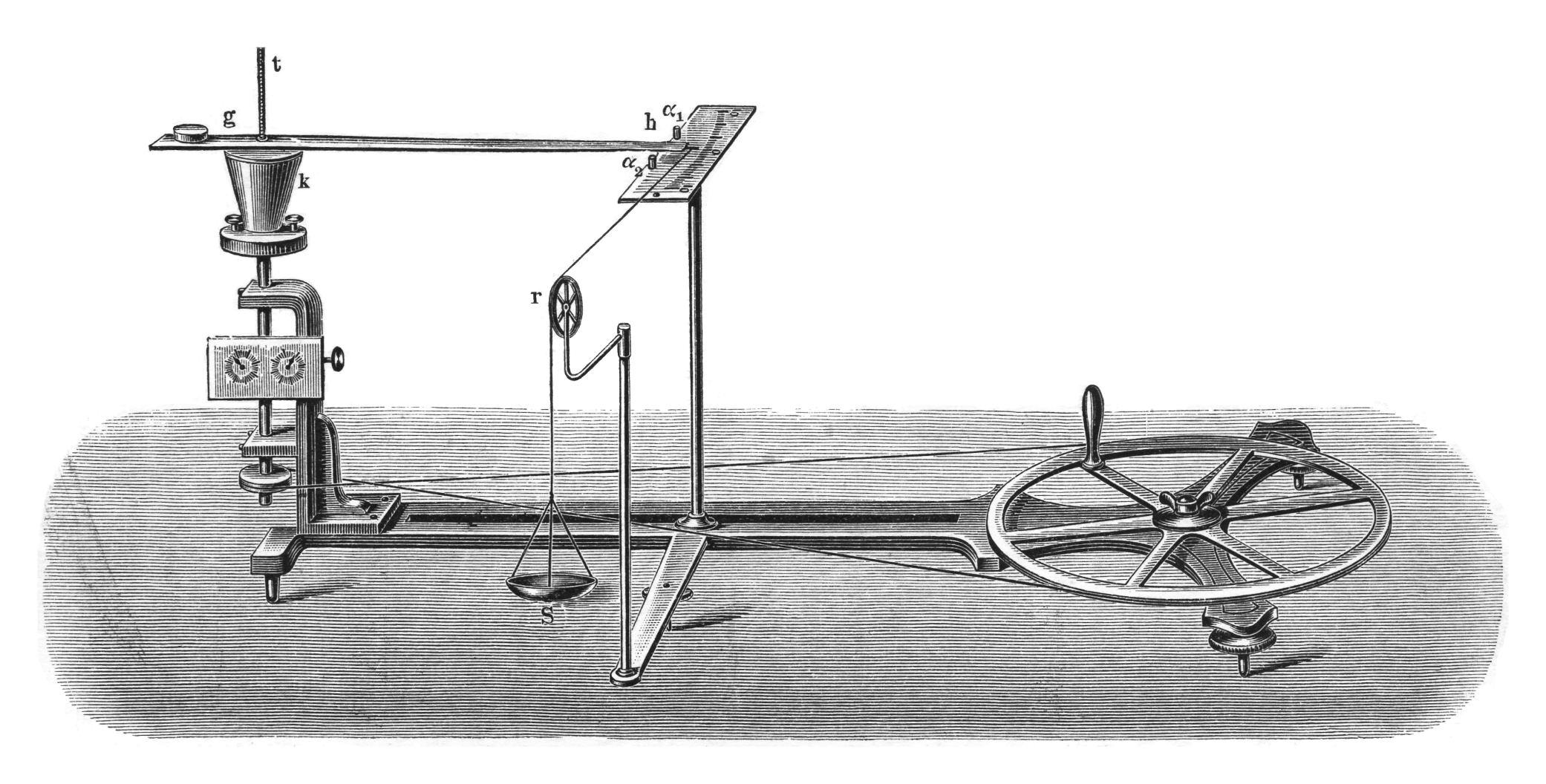

نظرية السيال الحراري أو نظرية الكالوريك نظرية ظهرت في القرن الثامن عشر فقد أطلق على الحرارة مصطلح (السيال الحراري) أو (الكالوريك) كانت تقول بأن الحرارة عبارة عن نوع غامض من السوائل والتي تتدفق تلقائياً من الجسم الحار إلى الجسم البارد وليس لها وزن، لكنها على الرغم من ذلك تشغل حيزاً من الفراغ.
زوال هذه النظرية وإثبات خطؤها أتى نتيجة مجهود العلماء ودراساتهم في مجال انتقال الحرارة، من بينهم بنيامين طومسون الملقب بكونت رمفورد الذي أثار اهتمامه الكمية الكبيرة من الحرارةالمنتشرة جراء تجويف المدافع عند زيارته لمصنع المدافع في مدينة ميونخ البافارية.
حسب نظرية الكالوريك السائدة آنذاك فقد كان للمعدن الصلب غير المجوف مقدرة أكبر على استيعاب السيال الحراري الغامض أكثر من البرادة الناتجة عن تجويف المعدن، فقام الكونت رمفورد بجلب حفار مدفع مثلم بشكل كبير وذلك لرفع درجة الاحتكاك واستعمله على معدن يراد ثقبه مغمور في 12 كغ من الماء البارد (26.5 باوند من الماء حسب تقريره؛ إذ أن الواحدات المترية لم تكن مستعملة في ذلك الوقت).
بعد ساعتين ونصف من الحفر المستمر أدت العملية إلى غليان الماء والحصول على 269 غ من البرادة المعدنية.
أوضح تومسون أن الكمية نفسها من الحرارة كانت لازمة لرفع درجة حرارة كل من 269 غ من البرادة المعدنية وكمية مكافئة من 269 غ من المعدن الصلب للمدافع غير المحفورة، بالتالي أظهر أن المعدن لم يفقد قدرته على إبقاء الحرارة نتيجة حالته؛ وأن الحرارة التي أدت إلى غليان الماء ناجمة عن العمل في حفر المعدن.
وفي عام 1798 قدم الكونت رمفورد نتائج بحثه في طبيعة الحرارة إلى الجمعية الملكية البريطانية بدراسة أسماها «أبحاث متعلقة في مصدر الحرارة الناتجة عن الاحتكاك».
من الذين أسهموا أيضاً في زوال نظرية الكالوريك وإيضاح مفهوم الحرارة الفيزيائي الإنكليزي جيمس جول الذي أوضح أن كمية الحرارة الناتجة عن الاحتكاك متناسبة مع العمل المبذول.

## فروض وبنود النظرية
1) تفترض أن الحرارة شكل من أشكال المادة السائلة عديمة الكتلة وتوجد في الأجسام الساخنة.
2) افترضت وجود مصدر ساخن لكي يزود الأجسام بالسيال الحراري (الحرارة).
3) ينتقل السيال الحراري من الأجسام الساخنة إلى الأجسام الباردة.
4) مقدار السيال المفقود يساوي السيال الحراري المكتسب.
5) برودة الجسم تدل على فقدان السيال الحراري.